# Nils-Åke Sandell
Nils-Åke Sandell (ur. 5 lutego 1927 w Lund, zm. 29 maja 1992 w Malmö) – szwedzki piłkarz grający na pozycji napastnika. W swojej karierze rozegrał 20 meczów i strzelił 21 goli w reprezentacji Szwecji.

## Kariera klubowa
Swoją karierę piłkarską Sandell rozpoczął w klubie Lunds BK. W 1952 przeszedł do Malmö FF. W sezonie 1952/1953 wywalczył z nim mistrzostwo Szwecji oraz zdobył z nim Puchar Szwecji. W 1956 odszedł z Malmö FF do włoskiego SPAL 1907 z Ferrary. W 1958 wrócił do Malmö FF, a w latach 1958-1962 grał w klubie IS Halmia, w którym zakończył karierę.

## Kariera reprezentacyjna
W reprezentacji Szwecji Sandell zadebiutował 22 czerwca 1952 w wygranym 4:3 meczu Mistrzostw Nordyckich 1952/1955 z Danią, rozegranym w Solnie. W debiucie zdobył dwa gole. W 1954 zdobył z kadrą Szwecji brązowy medal na igrzyskach olimpijskich w Helsinkach. W latach 1952–1956 rozegrał w kadrze narodowej 20 spotkań w których zdobył 21 bramek.